# Svangaskarð
El Svangaskarð (pronunciat [ˈsvɛŋkaskɛaɹ]) és un estadi de futbol situat a la població de Toftir, a les illes Fèroe. També se'l coneix amb el nom de Tofta Leikvøllur. La instal·lació compta amb dos camps de futbol i una pista esportiva per a l'atletisme al voltant del camp inferior. Té una capacitat per a 6000 espectadors.
Va ser l'estadi oficial de la selecció feroesa de futbol del 1991 al 2000, any en què es va inaugurar l'estadi de Tórsvøllur a Tórshavn, capital de les Illes Fèroe. Avui acull els partits de l'equip local, el B68 Toftir.
El Svangaskarð va ser inaugurat el 1980. Va ser un camp de terra durant els primers anys, i no va ser fins als anys 1990 i 1991 que no se li va instal·lar gespa.
El 20 d'octubre de 1991, l'estadi va arribar als estàndards que exigeixen les normes de la UEFA, poc després que les Illes Fèroe ingressessin a la Unió d'Associacions Europees de Futbol. Des d'aquell any, l'estadi es va convertir en el principal de la selecció nacional i en va acollir els partits fins al 2000, quan es va inaugurar el Tórsvøllur a Tórshavs. Des de llavors el Svangaskarð ha acollit ocasionalment alguns partits de la selecció.
El rècord d'assistència en un partit de futbol a les Fèroe es va produir en aquest estadi l'any 1998, quan la selecció de les illes va guanyar 2-1 a Malta. L'assistència d'aquell dia va ser de 6.642 espectacors.

## Partits disputats per la selecció nacional masculina de futbol

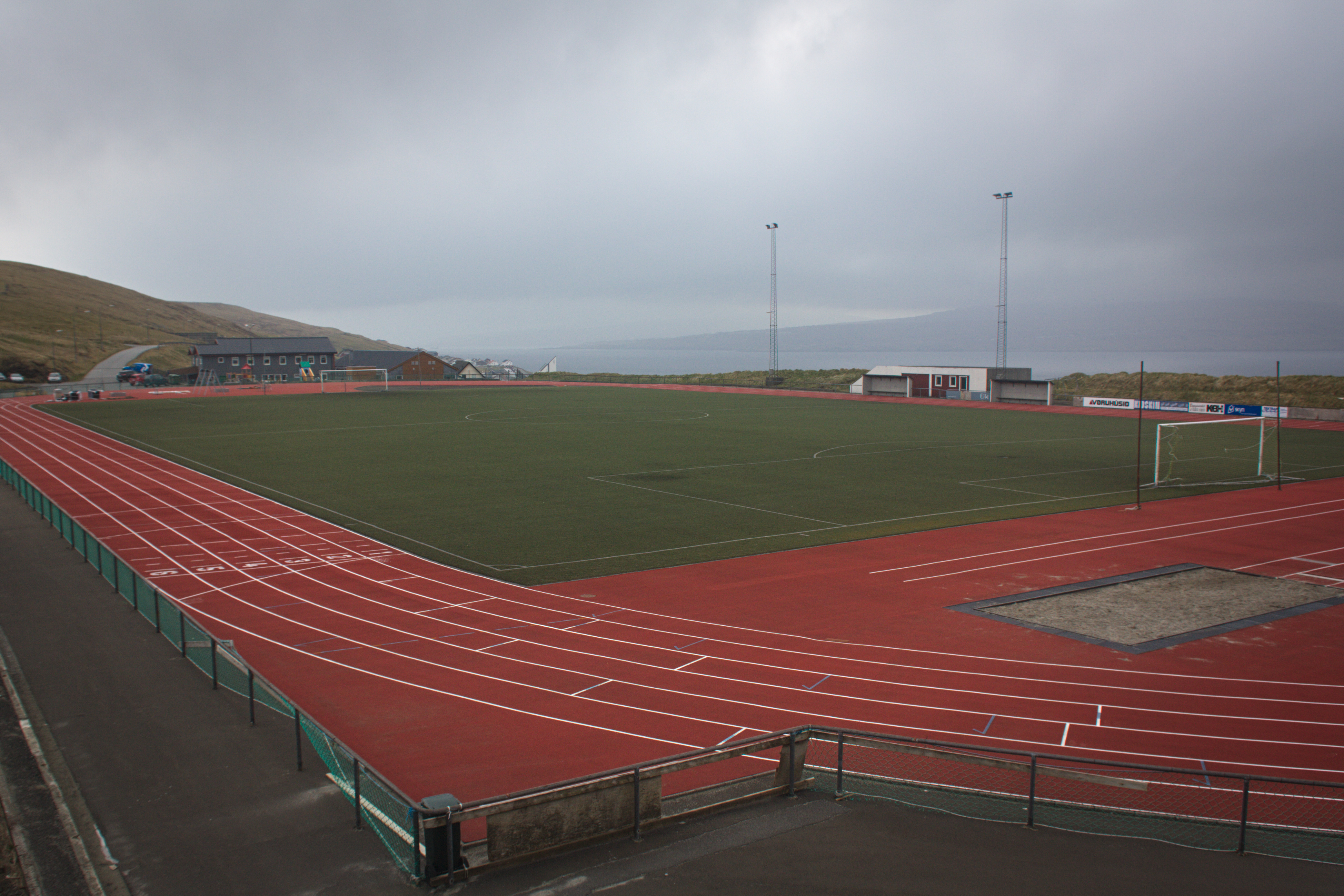
Instal·lacions esportives del Svangaskarð.

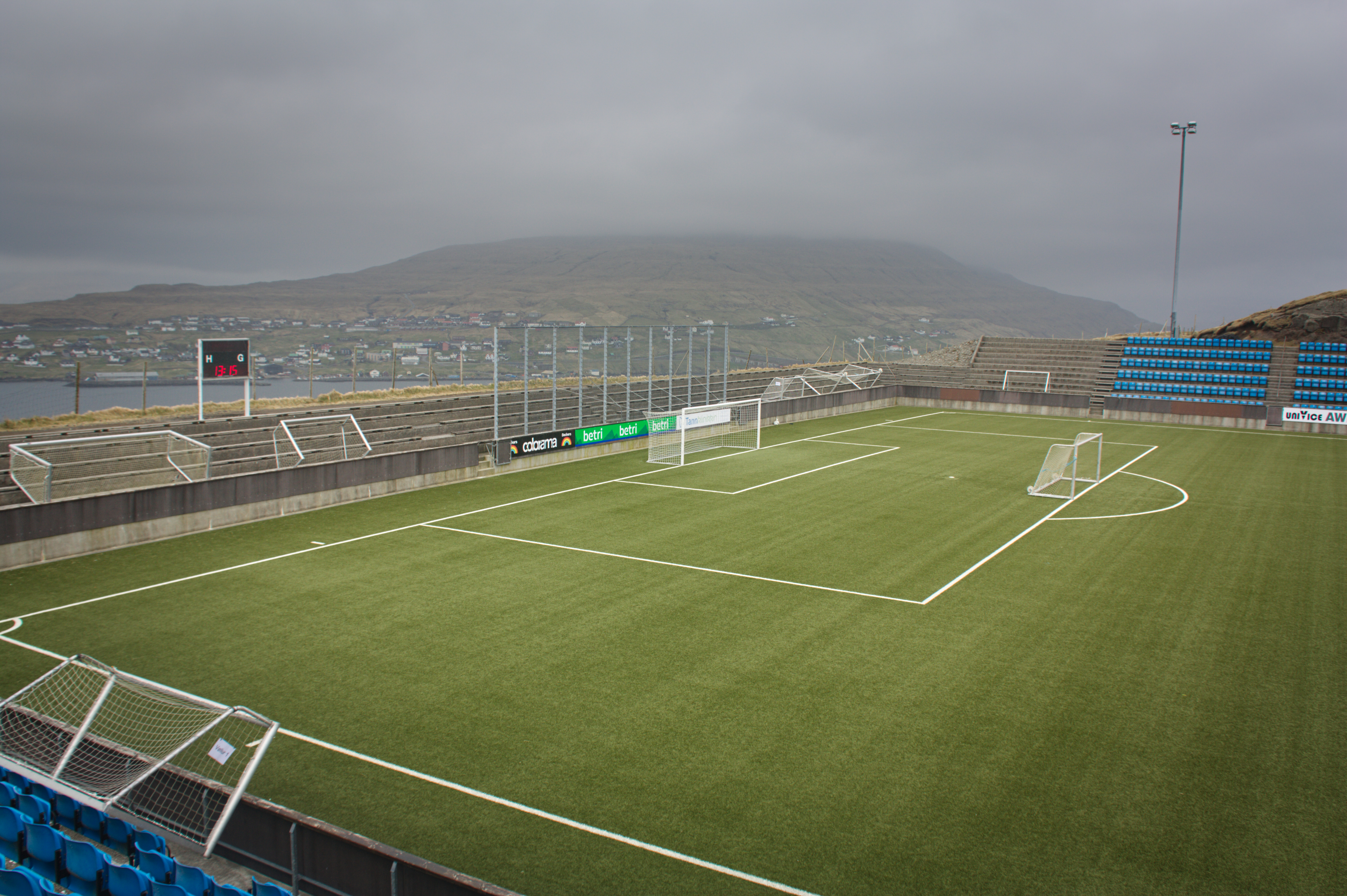
Visió parcial del camp principal.

Resultats dels partits disputats per la selecció masculina de futbol de les Fèroe al Svangaskarð.
| Núm | Data                   | Partit                         | Resultat | Competició   |
| --- | ---------------------- | ------------------------------ | -------- | ------------ |
| 1   | 3 de juny de 1992      | Illes Fèroe – Bèlgica          | 0 – 3    | Copa del Món |
| 2   | 16 de juny de 1992     | Illes Fèroe – Xipre            | 0 – 2    | Copa del Món |
| 3   | 5 d'agost de 1992      | Illes Fèroe – Israel           | 1 – 1    | Amistós      |
| 4   | 6 de juny de 1993      | Illes Fèroe – Gal·les          | 0 – 3    | Copa del Món |
| 5   | 16 de juny de 1993     | Illes Fèroe – Txecoslovàquia   | 0 - 3    | Copa del Món |
| 6   | 11 d'agost de 1993     | Illes Fèroe – Noruega          | 0 – 7    | Amistós      |
| 7   | 8 de setembre de 1993  | Illes Fèroe – Romania          | 0 – 4    | Copa del Món |
| 8   | 7 de setembre de 1994  | Illes Fèroe – Grècia           | 1 – 5    | Eurocopa     |
| 9   | 26 d'abril de 1995     | Illes Fèroe – Finlàndia        | 0 – 4    | Eurocopa     |
| 10  | 25 de maig de 1995     | Illes Fèroe – San Marino       | 3 – 0    | Eurocopa     |
| 11  | 7 de juny de 1995      | Illes Fèroe – Escòcia          | 0 – 2    | Eurocopa     |
| 12  | 6 de setembre de 1995  | Illes Fèroe – Rússia           | 2 – 5    | Eurocopa     |
| 13  | 31 d'agost de 1996     | Illes Fèroe – Eslovàquia       | 1 – 2    | Copa del Món |
| 14  | 4 de setembre de 1996  | Illes Fèroe – Espanya          | 2 – 6    | Copa del Món |
| 15  | 6 d'octrubre de 1996   | Illes Fèroe – Iugoslàvia       | 1 – 8    | Copa del Món |
| 16  | 8 de juny de 1997      | Illes Fèroe – Malta            | 2 – 1    | Copa del Món |
| 17  | 6 de setembre de 1997  | Illes Fèroe – Rep. Txeca       | 0 – 2    | Copa del Món |
| 18  | 6 de setembre de 1998  | Illes Fèroe – Rep. Txeca       | 0 – 1    | Eurocopa     |
| 19  | 5 de juny de 1999      | Illes Fèroe – Escòcia          | 1 – 1    | Eurocopa     |
| 20  | 9 de juny de 1999      | Illes Fèroe – Bòsnia i H.      | 2 – 2    | Eurocopa     |
| 21  | 3 de setembre de 2000  | Illes Fèroe – Eslovènia        | 2 – 2    | Copa del Món |
| 22  | 2 de juny de 2001      | Illes Fèroe – Suïssa           | 0 – 1    | Copa del Món |
| 23  | 1 de setembre de 2001  | Illes Fèroe – Luxemburg        | 1 – 0    | Copa del Món |
| 24  | 7 de setembre de 2002  | Illes Fèroe – Escòcia          | 2 – 2    | Eurocopa     |
| 25  | 27 d'abril de 2003     | Illes Fèroe – Kazakhstan       | 3 – 2    | Amistós      |
| 26  | 10 de setembre de 2003 | Illes Fèroe – Lituània         | 1 – 3    | Eurocopa     |
| 27  | 18 d'agost de 2004     | Illes Fèroe – Malta            | 3 – 2    | Amistós      |
| 28  | 4 de juny de 2005      | Illes Fèroe – Suïssa           | 1 – 3    | Copa del Món |
| 29  | 17 d'agost de 2005     | Illes Fèroe – Xipre            | 0 – 3    | Copa del Món |
| 30  | 16 d'agost de 2006     | Illes Fèroe – Geòrgia          | 0 – 6    | Eurocopa     |
| 31  | 24 de març de 2007     | Illes Fèroe – Ucraïna          | 0 – 2    | Eurocopa     |
| 32  | 6 de juny de 2007      | Illes Fèroe – Escòcia          | 0 – 2    | Eurocopa     |
| 33  | 9 de setembre de 2009  | Illes Fèroe – Lituània         | 2 – 1    | Copa del Món |
| 34  | 12 d'octubre de 2010   | Illes Fèroe - Irlanda del Nord | 1 – 1    | Eurocopa     |
| 35  | 3 de juny de 2011      | Illes Fèroe - Eslovènia        | 0 – 2    | Eurocopa     |
| 36  | 7 de juny de 2011      | Illes Fèroe - Estònia          | 2 – 0    | Eurocopa     |